# En vivo y ruidoso!
En vivo y ruidoso! es el primer álbum en vivo del grupo argentino Los Violadores, lanzado en 1990 por CBS.

## Detalles
El álbum fue grabado en el Estadio Obras Sanitarias (Bs. As.) el 18 de agosto de 1990.
Incluye una versión de la "Oda a la Alegría" de Beethoven, con la participación del tenor Carlos Darío Saidman.
El tema "Y que Dios nos perdone" no está incluido en ningún disco en estudio de la banda.

## Lista de temas
Lado A
1. "Represión"
2. "Violadores de la ley"
3. "Ellos son"
4. "Aunque se resistan"
5. "Y que Dios nos perdone"
6. "Contra la pared"

Lado B
1. "9a. Sinfonía-Oda a la alegría"
2. "Más allá del bien y del mal"
3. "Uno, dos, ultraviolento"
4. "Ruidos"
5. "Fuera de sektor"

## Formación
- Pil Trafa - voz
- Stuka  - guitarra, voz
- Robert "Polaco" Zelazek - bajo
- Sergio Vall - batería
- Fabián "Zorrito" Von Quintiero - teclados y sequencers